# Natuurlijke eenheden
Natuurlijke eenheden zijn eenheden die gebaseerd zijn op fysische natuurconstanten. Dit staat in tegenstelling tot veel andere eenhedenstelsels, bijvoorbeeld SI-eenheden die steunen op door de mens bedachte grootheden, en dus in zekere zin willekeurig zijn.
Meter en seconde zijn oorspronkelijk afgeleid van omtrek en dagduur van onze planeet, maar dat is niet relevant in het hele universum.
Het basisidee van natuurlijke eenheden is als volgt: men stelt de numerieke waarde van natuurconstanten gelijk aan één. Bijv. de lichtsnelheid c kan men op de volgende manieren gelijk aan 1 stellen:
- Kies een eenheid voor afstand en een eenheid voor tijd zodat licht in de tijdseenheid de afstandseenheid aflegt. Deze manier is toegepast in atomaire, Planck- en relativistische eenheden, zie hieronder. Tijd en afstand behouden hun dimensie.
- Kies een enkele eenheid voor afstand én tijd. Gebruik de afstand die het licht in die tijd aflegt. Tijd en afstand krijgen beide dezelfde dimensie en ook van andere grootheden verandert de dimensie. De lichtsnelheid heeft dan niet slechts de numerieke waarde 1, maar de lichtsnelheid is dan het dimensieloze getal 1. Deze manier is toegepast in Geometrische eenheden.

In deelgebieden van de theoretische natuurkunde worden daar veel gebruikte natuurconstanten 1 gesteld om de formules te vereenvoudigen.
In de volgende twee stelsels van natuurlijke eenheden heeft de gereduceerde constante van Planck de waarde 1.
- In atomaire eenheden, die worden gebruikt in de atoomfysica, zijn natuurconstanten die daar relevant zijn, gelijkgesteld aan 1: massa van elektron, lading van elektron en de elektrische constante. Voor de eenheden van lengte en tijd zijn combinaties gemaakt van deze constanten. De lengte-eenheid is de Bohrstraal.
- In planck-eenheden, die worden gebruikt in algemene relativiteitstheorie en kosmologie, zijn de lichtsnelheid en gravitatieconstante van Newton gelijk aan 1 gesteld. De eenheid van lengte is de plancklengte.

In de volgende twee stelsels worden ook een niet-natuurlijke eenheid gebruikt.
- In geometrische eenheden, die worden gebruikt in algemene relativiteitstheorie, zijn net als bij planck-eenheden de lichtsnelheid en gravitatieconstante gelijk aan 1 gesteld, maar de lengte-eenheid is gewoon de meter, veel groter dan de plancklengte.
- In relativistische eenheden, die worden gebruikt in de elementaire-deeltjesfysica, zijn lichtsnelheid en elektrische veldconstante van Coulomb gelijk aan 1. Dit stelsel verschilt van planck-eenheden vooral in de keus van de massa-eenheid. De planckmassa heeft een onpraktisch hoge waarde voor de deeltjesfysica.

De fijnstructuurconstante is dimensieloos en behoudt dus, ook in natuurlijke eenheden, zijn waarde 1/137. Dit geeft een verband tussen de natuurconstanten lichtsnelheid en elektronlading. In elk van de stelsels is een keus gemaakt: een van beide is gelijk aan 1, beide kunnen niet tegelijk 1 zijn.